# 270ª Squadriglia
La 270ª Squadriglia fu un reparto attivo nel Corpo Aeronautico del Regio Esercito (Prima guerra mondiale).

## Storia
Nel giugno 1917 nasce la 3ª Sezione Idrovolanti dotata di 3 FBA Type H al Porto di Palermo con 2 piloti.
Il comando va al Sottotenente Ippolito Catolfi Salvoni che dispone di altri 2 piloti.
In dicembre ha 3 FBA fabbricati dall'Aeronautica Ducrot al comando del Capitano Valente De Bosis che dispone di altri 2 piloti.
Nella prima parte del 1918 di 5 FBA ed il 27 marzo nasce la 270ª Squadriglia.
Gli FBA Ducrot sono soggetti a diversi incidenti per la scarsa qualità del compensato che non andava bene in mare ed il 30 maggio ce ne sono 12.
Riceve poi altri 3 piloti ed il 15 agosto ne ha 10 con i quali arriva fino alla fine della guerra.
Nel conflitto ha svolto 730 missioni.